# 男子高校生は今日もお腹がすいている
『男子高校生は今日もお腹がすいている』（だんしこうこうせいはきょうもおなかがすいている）は、ハナツカシオリによる日本の学園漫画。『ComicWalker』（KADOKAWA）にて連載された。

## あらすじ
とある高校でかなりの食いしん坊なサッカー部員、安達陸は友人、先輩、後輩を巻き込んで自炊飯などを楽しむ（陸たちが弁当を食べた場所から、彼らの地元は東京都小金井市と判明）。

## 登場人物

### おいしいおやつ研究会
陸と直生が「スイーツ」大好きが高じて結成した極私的サークル。陸を尾行した宗をも巻き込むことになった。直生は陸、宗を「下の名前に先輩づけ」で呼び、陸は直生を「なおき」と呼ぶ（宗は直生を姓か名前で呼び捨て）。発足当初は、ただ一緒にスイーツを食べる同好会だったらしい。また、自炊するようになってから学校の備品を使っているらしい。直生がほめるところが宗に「幼稚園の先生ぽい」と感じられる。
安達陸（あだち りく）
主人公、茶髪の男子。学校ではトップクラスなほどの食いしん坊。食べる担当で、食事時は満悦の表情である。
悠汰が倒れたときは、彼の部屋に出向き料理を手作りするなど仲間思いなところも。天然キャラ。
同好会で自炊するようになってからも、料理自体は直生にほとんど丸投げ。会員番号2番（副代表）。
最初、宗とは姓で呼び合っていたが（「三島君」「安達」）、「秋カレー」以来下の名前で呼び捨て合うようになった。
園田直生（そのだ なおき）
陸の後輩、薄色毛の男子。お互い「スイーツ」好きで意気投合。容貌から、宗ははじめ「女の子（＝陸の恋人）」と勘違いされた。陸はそれを逆に利用しようと、彼を誘導する形で宗を同好会に巻き込んだ。
同好会で彼が自分で手作りするスイーツを食べるのを陸が知り、陸が助言し始めたのをきっかけに自炊スイーツ同好会となった。それから卒業まで三人で一緒に過ごすことが多い（宗に陸のことなど相談される）。
温和そうだが芯のしっかりした性格、先輩（特に陸）に対してダメ出しをすることもある。
陸、宗を大事な友人だと思っており、二人がもめたときは奇策を用いて仲直りさせた。
会員証は彼の手作りだが、宗に陸の手製と思われたらしく、顔イラストをダメだしされた。彼が代表らしく、会員番号1番。
三島宗（みしま しゅう）
陸のクラスメート、黒髪の男子。優等生で「よくできた子」。部活動は「科学部」、趣味は「化石収集」と証言している。
表情がやや硬いが、ご飯を食べる時はうれしそうな顔をする。小食であるのを陸に心配される。
成り行きで陸、直生のサークルに同行した彼は3人目の会員となった（会員番号3番）。
不慮の発言で直生を泣かせて、陸に叱られることもしばしばある。
陸に小言を言っては嫌味を言われるが、陸を憂いていて直生に相談する。

### その他
陸の先輩など、サポートする登場人物など。
垣内悠汰（かきうち ゆうた）
陸の先輩（高校時代は同じサッカー部）、大学生。一人暮らしをしており、自炊している。
ご飯をふるまい、進路相談に乗るなど、陸の頼もしい先輩である。陸のことを「陸」と呼ぶ。
実は、園田家とは近所で真生・直生兄弟とは幼馴染にあたる。そのため、直生とも親しく「直生」と呼び捨てで呼ぶ。
直生には「悠汰くん」と呼ばれる。宗とは、陸のサッカー試合を機会に知り合った。
陸の事は弟のように扱っていて、真生に嫉妬されるが、「（逆に言えば）面倒見がいいから教育学部は向いているかもしれない（教師が天職ではないか）」ともいわれる。
園田真生（そのだ まお）
直生の兄、悠汰のサークル仲間。「食」に関しては音痴な方であるが、悠汰と居酒屋へ行くのは楽しみ。
悠汰や直生、後輩たち（陸・宗）を温かく見守っている。悠汰と同じく薄色毛。
両親はベーカリーを経営しているが、前述の理由から弟が後継者に向いていると思っている。
彼もまた、悠汰のことが（陸が慕うように）好き好きで、悠汰の前で陸に嫉妬する発言を言うが、陸に対しては友好的に接している。宗の「化石オタク」ぶりには呆れている。
自由奔放な性格であり、悠汰に「バックパッカーをやりそう」と言われた。